# دزلر
دَزلر (به انگلیسی: Dazzler) با نام اصلی اَلیسون بِلر، یک شخصیت خیالی ابرقهرمان در کتاب‌های کامیک منتشر شده توسط مارول کامیکس است، که اغلب با گروه مردان ایکس مرتبط است. شخصیت دزلر توسط تام دی‌فالکو، جان رومیتا، پسر، لوئیس سیمونسون و راجر استرن خلق شده‌است که برای اولین بار در شمارهٔ ۱۳۰ از مجموعه مردان-ایکس غیرطبیعی (فوریه ۱۹۸۰) حضور پیدا کرد.
الیسون بلر عضو یکی از زیرشاخه‌های بشریت با نام جهش‌یافته‌ها به‌شمار می‌رود که با توانایی‌های ابرانسانی از جمله تبدیل ارتعاشات صدا به پرتوهای نور و انرژی به دنیا آمده‌است. او خواننده دیسکو، رقصنده و هنرپیشه‌ای با استعداد است.

## توانایی‌ها و قدرت‌ها
دَزلر جهش‌یافته‌ای با توانایی انتقال صدا به پرتوهای نور است. او قادر است از هر منبع صدا برای این منظور استفاده کند (به استثنای صدای خود، مگر اینکه صدایش را از طریق بلندگو پخش کند)، اما ترجیح می‌دهد از صدای موسیقی، به ویژه آن‌هایی که ضرب‌آهنگ منظمی دارند برای این منظور استفاده کند. او این انرژی را تا زمانی که قادر یا مایل به آزاد کردن باشد ذخیره می‌کند. دزلر از این پرتوهای نوری به روش‌های مختلفی استفاده کند که برخی از این قابلیت‌ها عبارتند از: نور خیره کننده، انفجار دزلر، قدرت شکست نور برای مخفی نمودن افراد یا اشیاء از دید، پرواز کردن، شلیک اشعه فرابنفش، سپر دفاع/حمله انرژی، مقاومت در برابر صداهای بسیار بلند و همچنین نورهای شدید، قادر به ایجاد هوایی درخشان و تقریباً مه آلود که مناطق اطراف خود را تحت تأثیر قرار می‌دهد. تا کنون هیچ محدودیتی برای میزان صدایی که او می‌تواند جذب و از آن به عنوان نور استفاده کند وجود ندارد.
الیسون ورزشکار بسیار ماهر، و به لطف آموزش‌هایی که نزد گروه مردان ایکس دیده‌است، رزمی‌کاری حرفه‌ای محسوب می‌شود. آموزش او در تیم مردان ایکس، به ویژه با سایکلاپس، به او چگونگی ایجاد چنین پرتوهای لیزر، با تلاش بسیار کمتر از قبل را آموخت. او رول‌اسکیت باز بسیار ماهر به‌شمار می‌رود و در حال اسکیت بازی فوق‌العاده چالاک است. الیسون همچنین خواننده فوق‌العاده با استعدادی است، و در یکی از مناسبت‌ها اودین به او گفت: او دارای زیباترین صدایی است که تا به حال شنیده‌است.